# Rafael C. Sánchez
Rafael C. Sánchez fue un realizador cinematográfico, guionista, docente y sacerdote jesuita de origen chileno (1920-2006). Es reconocido por ser autor del libro Montaje Cinematográfico: Arte de Movimiento (1970).y por fundar en Chile, el primer centro de formación de alumnos en las técnicas y lenguajes del cine.

## Biografía
Rafael Cristóbal Sánchez nació en Santiago, Chile, en 1920. Licenciado en Filosofía, estudió además musicología, armonía y composición musical. Sus trabajos y estudios en cinematografía comienzan en 1939 en los Estudios San Miguel de Buenos Aires. Su capacidad profesional lo llevó a trabajar, investigar y enseñar fotografía y laboratorio, cámara, iluminación, compaginación, sensitometría y laboratorio, guion técnico y dirección cinematográfica. Fundador y director durante veinte años del Instituto Fílmico de la Universidad Católica de Chile y luego Jefe del Departamento de Cine de la Escuela de Arte de la Comunicación de dicha Universidad. A partir de los años setenta, es aceptado como miembro de la Society of Motion Picture and Television Engineers (SMPTE) con sede en Nueva York.
Desde 1980 en adelante se desempeña como académico del Instituto de Estética de la Pontificia Universidad Católica de Chile, donde dictó diversos cursos y seminarios tanto a escala nacional como internacional.
Dirigió más de medio centenar de filmes y trabajó, además, en muchos de ellos como argumentista y compaginador.
Filmó una cinta de ficción titulada "El cuerpo y la sangre", una de las películas fundamentales del llamado Nuevo Cine Chileno, que además cuenta con música creada por el compositor franco-chileno Juan Lemann.